# Massugas
Massugas település Franciaországban, Gironde megyében. Lakosainak száma 217 fő (2022. január 1.). Massugas Gensac, Caplong, Coubeyrac, Pellegrue és Saint-Quentin-de-Caplong községekkel határos.

## Népesség
A település népességének változása:
| Lakosok száma | 365  | 240  | 268  | 277  | 237  | 226  | 227  | 225  | 221  | 217  |
|               | 1968 | 1982 | 1990 | 2006 | 2013 | 2015 | 2017 | 2019 | 2020 | 2022 |